# Les Six Cygnes (bande dessinée)
Pour les articles homonymes, voir Les Six Cygnes.
Les Six Cygnes est une bande dessinée de Johanna adaptée du conte des frères Grimm Les Six Cygnes publiée en 2006 par Delcourt dans sa collection « Jeunesse ».